# César Pinares
César Ignacio Pinares Tamayo (Santiago, Chile, 23 de mayo de 1991) es un futbolista profesional chileno que se desempeña como volante ofensivo o extremo por ambas bandas. Actualmente milita en Deportes Limache de la Primera División de Chile. Además, es internacional absoluto con la Selección de Fútbol de Chile desde 2017.

## Trayectoria

### Inicios
Debutó en el primer equipo de Colo-Colo siendo titular en un partido válido por Copa Chile el 5 de agosto de 2009, en el triunfo histórico del Cacique por 4-0 entre sobre la Selección de fútbol de la Isla de Pascua, disputado en el Estadio Hanga Roa de Isla de Pascua. Bajo la dirección técnica del argentino Hugo Tocalli, siguió acumulando experiencia en el primer equipo, disputando el 12 de agosto el torneo amistoso denominado Copa Gato frente al clásico rival Universidad de Chile en el Estadio Regional de Antofagasta. En dicho encuentro entró como titular, siendo reemplazado en el entretiempo por Gerardo Cortés, el que los albos terminarían perdiendo por 1-2. El 7 de octubre disputó su segundo partido oficial frente a Lota Schwager por los octavos de final de la Copa Chile. El partido acabó en victoria por 0-1, ingresando a los 87 minutos por Gerardo Cortés. En la competición, Colo-Colo terminó eliminado en cuartos de final frente a Unión San Felipe, tras caer a penales por 6-5 luego de empatar a 1 en el tiempo reglamentario, encuentro en el cual no vio acción.

### Chievo Verona y US Triestina
En febrero de 2010, y con tal sólo 18 años de edad, fue contratado por el  A.C. Chievo Verona de la Serie A de Italia. Luego de participar en la reserva del equipo italiano, en 2011 pasó a ser parte del U.S. Triestina Calcio, club de la Tercera División italiana.

### Regreso a Chile
En julio de 2012, se integra a San Luis de Quillota, de la Primera B del fútbol chileno.
Durante el primer semestre del año 2013 forma parte de Santiago Morning, que milita en la Primera B de Chile. Para el segundo semestre, ficha en Deportes Iquique, cuadro con el cual logra el título de la Copa Chile 2013-2014.

### Olympiakos Volou de Grecia
En julio de 2014 vuelve al fútbol europeo, ya que es contratado por el Olympiakos Volou, cuadro que por esos días militaba en la Beta Ethniki, equivalente a la segunda división del fútbol griego.

### Retorno a Deportes Iquique
En diciembre de 2014, se confirmó el retorno del jugador a Deportes Iquique, club donde militó entre 2013 y 2014, tras su paso por el Olympiakos Volou de Grecia.
Hizo su reestreno en Chile el 4 de enero de 2015, jugando ante Universidad de Concepción en el marco de la Fecha 1 del Torneo de Clausura, encuentro en que fue titular, siendo reemplazado en el minuto 68 por Álvaro Delgado. Durante su segundo período en la institución, acumuló 33 partidos y 5 goles, sumando los torneos de Clausura, Apertura y la Copa Chile, hasta que fue transferido a Unión Española en diciembre de 2015.

### Unión Española
En el primer semestre de 2016, fue fichado por Unión Española para disputar el Torneo de Clausura. Debutó oficialmente bajo la dirección técnica de Fernando Vergara el 16 de enero ante Colo-Colo, disputando 76 minutos en la igualdad 1 a 1 en el Estadio Monumental, jugando con la camiseta número 7. Anotó su primer gol el 26 de febrero ante Universidad de Concepción, por la Fecha 7 del campeonato. Finalmente, los hispanos se ubicaron en la decimotercera posición con 15 puntos en 15 partidos, de los cuales Pinares disputó 14 y anotó 2 goles, sumando un total de 1.060 minutos en cancha.
Su consolidación en el cuadro de Independencia se produjo durante la temporada 2016-17, donde disputó 26 encuentros, todos ellos como titular, anotando 7 goles -varios de los cuales dieron que hablar por la precisión en la pegada del jugador zurdo-, además de 5 compromisos válidos por Copa Chile, donde anotó en una oportunidad. 
Gracias a sus destacadas actuaciones en el torneo nacional, Unión Española consiguió clasificar a la Copa Libertadores 2017 como Chile 4, tras vencer en el Duelo de subcampeones 2016 a O'Higgins por 4-2 en definición a penales, tras igualar 1 a 1 durante el tiempo reglamentario. Ya en Copa Libertadores, debían afrontar dos rondas previas para acceder al Grupo 2, al que ya se encontraban clasificados Santos de Brasil, Independiente Santa Fe de Colombia y Sporting Cristal de Perú. Comenzaron jugando en segunda fase, instancia en la que se enfrentaron a Atlético Cerro de Uruguay. En el duelo de ida, jugado el 31 de enero de 2017 en Montevideo, vencieron por 2-3 a sus rivales; mientras que en la vuelta, disputada el 7 de febrero en el Estadio Santa Laura, se impusieron con un categórico 2-0, logrando avanzar en la Copa. En ambos encuentros, el volante fue titular, aunque no tuvo oportunidad de anotar. En tercera fase, el conjunto hispano debió enfrentar al The Strongest de Bolivia. En el partido de ida, Pinares fue titular y disputó los 90' en el empate 1 a 1 con que finalizó dicho encuentro. Para la vuelta, nuevamente fue de la partida y jugó 65 minutos en la derrota 5-0 de su equipo en el Estadio Hernando Siles de La Paz, resultado que los dejó eliminados, sin posibilidades de acceder a la fase de grupos del certamen.
Antes del inicio del Transición 2017, se especuló con la partida del talentoso jugador del club. Se habló de ofertas de los equipos grandes de Santiago, así como algunas provenientes desde México e Italia. Finalmente, las negociaciones no fructificaron y el jugador permaneció en la tienda hispana. Sin embargo, esta situación no sería definitiva, pues si bien Pinares disputó 5 partidos del torneo, donde incluso anotó el único tanto de la victoria 1 a 0 ante Universidad Católica en la Fecha 2, el 11 de septiembre fue oficializado como flamante incorporación del Sharjah FC de la Primera División de los Emiratos Árabes Unidos.

### Sharjah FC
Tras su destacado paso por Unión Española, el 13 de septiembre de 2017 fue presentado como refuerzo del Sharjah FC de cara a la temporada 2017-18, sumando una nueva experiencia en el extranjero luego de sus pasos por Italia y Grecia.
Debutó en el cuadro árabe el 21 de septiembre, iniciando como titular y disputando los 90 minutos en la derrota de su equipo ante Al-Dhafra, utilizando el dorsal número 10. Lamentablemente, su estadía en Medio Oriente duró menos de lo esperado, pues luego de sólo tres meses en su nuevo club, y con apenas 7 partidos jugados donde no consiguió anotar, fue desvinculado, en parte a raíz de una rebelde lesión no le permitió demostrar todo su potencial.

### Colo-Colo
Luego de su complicado paso por Emiratos Árabes, comenzaron una serie de especulaciones acerca del futuro del jugador. En un primer momento, todo hacía indicar que se convertiría en la nueva contratación de Universidad de Chile, equipo que se interesó en contar con sus servicios para la temporada 2018. Sin embargo, el 1 de febrero de 2018 fue oficializado como flamante refuerzo de Colo-Colo, club que lo formó como futbolista y del cual emigró en 2010 hacia el fútbol italiano, convirtiéndose en la cuarta incorporación del campeón chileno para el año 2018 después de Brayan Cortés, Carlos Carmona y Juan Manuel Insaurralde, donde lucirá el dorsal número 19, teniendo como principal objetivo la Copa Libertadores. Durante su presentación, se mostró contento por volver a la institución donde inició su carrera profesional, oportunidad en la que aprovechó de referirse a las razones por las que finalmente no prosperó su estadía en Emiratos Árabes.

### Universidad Católica
Luego de quedar libre tras su mal paso por Colo colo el 24 de enero después de una espera por una lesión, es oficializado como nuevo jugador de Universidad Católica. Tras su llegada, ganó la Supercopa de Chile 2019, y a fines de temporada ganó el campeonato al quedarse con la copa de la Primera División 2019. En febrero de 2021, Universidad Católica celebró un tricampeonato al ganar el campeonato Primera División 2020, trofeo del cual Pinares también formó parte del medallero, siendo su segundo título nacional con el cuadro cruzado.

### Gremio
El 8 de noviembre de 2020, Pinares fue anunciado como refuerzo del Grêmio, en un contrato de dos años, prorrogable por otro año más.

## Selección nacional

### Selección Sub-20
Bajo la dirección técnica de César Vaccia, participó con la Selección Sub-20 de Chile, en el Sudamericano Sub-20 de 2011 realizado en Perú, jugando en 7 de los 9 partidos que su selección disputó en el certamen. Pese a lograr clasificar al hexagonal final, quedaron eliminados y no pudieron acceder al Mundial Sub-20 de Colombia 2011 ni a los Juegos Olímpicos de Londres 2012. 
| Torneo                      | Sede | Resultado    | Partidos | Goles |
| --------------------------- | ---- | ------------ | -------- | ----- |
| Sudamericano Sub-20 de 2011 | Perú | Quinto lugar | 7        | 0     |

### Selección absoluta
Después de su gran actuación en la China Cup y en Unión Española, Juan Antonio Pizzi lo convocó en la pre-nómina de La Roja de cara a la Copa FIFA Confederaciones 2017. Jugó dos partidos amistosos; el primero el 2 de julio de 2017 ante Burkina Faso en el Nacional, ingresando en el entretiempo por Charles Aránguiz, jugó un buen partido y tuvo dos disparos que dieron en el travesaño, finalmente Chile ganó por 3-0, después los jugadores burkineses se acercaron a él para pedirle una foto debido a su buen desempeño. Después, el 9 de julio, en el empate 1-1 ante los anfitriones de la Confederaciones, Rusia, Pinares ingresó al minuto 81' por Arturo Vidal. Finalmente quedó fuera de la nómina final de la Copa FIFA Confederaciones 2017.

#### China Cup 2017
Su debut en la selección chilena fue el día 11 de enero de 2017 con 25 años, donde entró jugando de titular en el encuentro del partido de Chile contra Croacia, encuentro de la China Cup, en donde anotó el gol de uno a cero en el minuto 16 del primer tiempo tras pase de Eduardo Vargas, dicho partido terminaría en empate 1-1, después salió al minuto 82 por Pablo Galdames posteriormente en la tanda de penales Chile ganó por 4-1 con gran actuación de Christopher Toselli.
El 15 de enero entraría  minuto 65' por Angelo Sagal (Autor del único gol del partido) en la final contra Islandia la cual terminaría ganando 1:0 y se coronaría Campeón de la China Cup. Jugó los 2 partidos de la China Cup 2017, uno de titular, anotó un gol, estuvo 107 minutos en cancha y fue una de las figuras de La Roja en el continente asiático.

#### Era Rueda (2018)
Tras la llegada de Reinaldo Rueda a la banca de la selección chilena, Pinares ha sido uno de los jugadores que ha sido ojeado por el técnico colombiano. Sin embargo pese a una irregular temporada que llevaba haciendo con Colo-Colo en 2018, fue citado por primera vez con aquel técnico en noviembre del mismo año, para disputar amistosos ante Costa Rica y Honduras. Ante los ticos no ingresó, Chile perdió por 2-3 y ante los hondureños ingresó en el minuto 89 por Mauricio Isla, y Chile ganó por 4-1.
Casi 10 meses después en septiembre de 2019, Pinares fue nuevamente llamado por Rueda tras sus buenas actuaciones en Universidad Católica para afrontar los amistosos ante Argentina y Honduras, jugando de titular ambos partidos, teniendo un buen nivel en ambos encuentros, terminados en empate (0-0 ante los argentinos) y derrota (1-2 ante los hondureños).

#### Participaciones en la China Cup
| Copa           | Sede  | Resultado | Partidos | Goles |
| -------------- | ----- | --------- | -------- | ----- |
| China Cup 2017 | China | Campeón   | 2        | 1     |

#### Participaciones en Clasificatorias a Copas del Mundo
| Eliminatorias            | País  | Resultado | Posición | Partidos | Goles |
| ------------------------ | ----- | --------- | -------- | -------- | ----- |
| Eliminatorias Rusia 2018 | Rusia | Eliminado | 6°       | 0        | 0     |
| Eliminatorias Catar 2022 | Catar | Eliminado | 7°       | 5        | 0     |

#### Participaciones en Copa América
| Torneo            | Sede   | Resultado        | Partidos | Goles |
| ----------------- | ------ | ---------------- | -------- | ----- |
| Copa América 2021 | Brasil | Cuartos de final | 3        | 0     |

### Partidos internacionales
Actualizado hasta el 24 de junio de 2021.
| Partidos internacionales | Partidos internacionales | Partidos internacionales                                                    | Partidos internacionales | Partidos internacionales | Partidos internacionales | Partidos internacionales | Partidos internacionales     |
| N.º                      | Fecha                    | Estadio                                                                     | Local                    | Resultado                | Visitante                | Goles                    | Competición                  |
| ------------------------ | ------------------------ | --------------------------------------------------------------------------- | ------------------------ | ------------------------ | ------------------------ | ------------------------ | ---------------------------- |
| 1                        | 11 de enero de 2017      | Guangxi Sports Center, Nanning, China                                       | Chile                    | 1-1 4-1p                 | Croacia                  | Anotado                  | China Cup 2017               |
| 2                        | 15 de enero de 2017      | Guangxi Sports Center, Nanning, China                                       | Islandia                 | 0-1                      | Chile                    |                          | China Cup 2017               |
| 3                        | 2 de junio de 2017       | Estadio Nacional Julio Martínez Prádanos, Santiago, Chile                   | Chile                    | 3-0                      | Burkina Faso             |                          | Amistoso                     |
| 4                        | 9 de junio de 2017       | VEB Arena, Moscú, Rusia                                                     | Rusia                    | 1-1                      | Chile                    |                          | Amistoso                     |
| 5                        | 20 de noviembre de 2018  | Estadio Germán Becker, Temuco, Chile                                        | Chile                    | 4-1                      | Honduras                 |                          | Amistoso                     |
| 6                        | 5 de septiembre de 2019  | Los Angeles Memorial Sports Arena, California, Estados Unidos               | Chile                    | 0-0                      | Argentina                |                          | Amistoso                     |
| 7                        | 10 de septiembre de 2019 | Estadio Olímpico Metropolitano, San Pedro Sula, Honduras                    | Honduras                 | 2-1                      | Chile                    |                          | Amistoso                     |
| 8                        | 12 de octubre de 2019    | Estadio José Rico Pérez, Alicante, España                                   | Colombia                 | 0-0                      | Chile                    |                          | Amistoso                     |
| 9                        | 15 de octubre de 2019    | Estadio José Rico Pérez, Alicante, España                                   | Chile                    | 3-2                      | Guinea                   |                          | Amistoso                     |
| 10                       | 8 de octubre de 2020     | Estadio Centenario, Montevideo, Uruguay                                     | Uruguay                  | 2-1                      | Chile                    |                          | Clasificatorias a Catar 2022 |
| 11                       | 13 de octubre de 2020    | Estadio Nacional Julio Martínez Prádanos, Santiago, Chile                   | Chile                    | 2-2                      | Colombia                 |                          | Clasificatorias a Catar 2022 |
| 12                       | 13 de noviembre de 2020  | Estadio Nacional Julio Martínez Prádanos, Santiago, Chile                   | Chile                    | 2-0                      | Perú                     |                          | Clasificatorias a Catar 2022 |
| 13                       | 17 de noviembre de 2020  | Estadio Olímpico de la Universidad Central de Venezuela, Caracas, Venezuela | Venezuela                | 2-1                      | Chile                    |                          | Clasificatorias a Catar 2022 |
| 14                       | 26 de marzo de 2021      | Estadio El Teniente, Rancagua, Chile                                        | Chile                    | 2-1                      | Bolivia                  |                          | Amistoso                     |
| 15                       | 3 de junio de 2021       | Estadio Único Madre de Ciudades, Santiago del Estero, Argentina             | Argentina                | 1-1                      | Chile                    |                          | Clasificatorias a Catar 2022 |
| 16                       | 14 de junio de 2021      | Estadio Nilton Santos, Río de Janeiro, Brasil                               | Argentina                | 1-1                      | Chile                    |                          | Copa América 2021            |
| 17                       | 18 de junio de 2021      | Arena Pantanal, Cuiabá, Brasil                                              | Chile                    | 1-0                      | Bolivia                  |                          | Copa América 2021            |
| 18                       | 24 de junio de 2021      | Estadio Mané Garrincha, Brasilia, Brasil                                    | Chile                    | 0-2                      | Paraguay                 |                          | Copa América 2021            |
| Total                    | Total                    | Total                                                                       | Presencias               | 18                       | Goles                    | 1                        |                              |

| Selección chilena | Selección chilena | Selección chilena |
| Año               | Partidos          | Goles             |
| ----------------- | ----------------- | ----------------- |
| 2017              | 4                 | 1                 |
| 2018              | 1                 | 0                 |
| 2019              | 4                 | 0                 |
| 2020              | 4                 | 0                 |
| 2021              | 5                 | 0                 |
| Total             | 18                | 1                 |

## Estadísticas

### Clubes
| Club                                | Div.          | Temporada     | Liga  | Liga  | Regional | Regional | Copas nacionales | Copas nacionales | Torneos internacionales | Torneos internacionales | Total | Total |
| Club                                | Div.          | Temporada     | Part. | Goles | Part.    | Goles    | Part.            | Goles            | Part.                   | Goles                   | Part. | Goles |
| ----------------------------------- | ------------- | ------------- | ----- | ----- | -------- | -------- | ---------------- | ---------------- | ----------------------- | ----------------------- | ----- | ----- |
| Colo-Colo · Chile                   | 1.ª           | 2009          | —     | —     | —        | —        | 2                | 0                | —                       | —                       | 2     | 0     |
| Chievo Verona Primavera · Italia    | U19           | 2009-10       | 13    | 1     | —        | —        | —                | —                | —                       | —                       | 13    | 1     |
| Chievo Verona Primavera · Italia    | U19           | 2010-11       | 19    | 5     | —        | —        | —                | —                | —                       | —                       | 19    | 5     |
| Chievo Verona Primavera · Italia    | Total club    | Total club    | 32    | 6     | 0        | 0        | 0                | 0                | 0                       | 0                       | 32    | 6     |
| US Triestina · Italia               | 3.ª           | 2011-12       | 19    | 0     | —        | —        | —                | —                | —                       | —                       | 19    | 0     |
| US Triestina · Italia               | Total club    | Total club    | 19    | 0     | 0        | 0        | 0                | 0                | 0                       | 0                       | 19    | 0     |
| San Luis · Chile                    | 2.ª           | 2012          | 15    | 1     | —        | —        | —                | —                | —                       | —                       | 15    | 1     |
| San Luis · Chile                    | Total club    | Total club    | 15    | 1     | 0        | 0        | 0                | 0                | 0                       | 0                       | 15    | 1     |
| Santiago Morning · Chile            | 2.ª           | 2013          | 12    | 1     | —        | —        | —                | —                | —                       | —                       | 12    | 1     |
| Santiago Morning · Chile            | Total club    | Total club    | 12    | 1     | 0        | 0        | 0                | 0                | 0                       | 0                       | 12    | 1     |
| Deportes Iquique · Chile            | 1.ª           | 2013-14       | 27    | 3     | —        | —        | 10               | 3                | —                       | —                       | 37    | 6     |
| Deportes Iquique · Chile            | 1.ª           | 2014-15       | 29    | 5     | —        | —        | 5                | 0                | —                       | —                       | 34    | 5     |
| Deportes Iquique · Chile            | Total club    | Total club    | 61    | 8     | 0        | 0        | 14               | 3                | 0                       | 0                       | 75    | 11    |
| Olympiakos Volou · Grecia           | 2.ª           | 2014          | 5     | 0     | —        | —        | 4                | 0                | —                       | —                       | 9     | 0     |
| Olympiakos Volou · Grecia           | Total club    | Total club    | 5     | 0     | 0        | 0        | 4                | 0                | 0                       | 0                       | 9     | 0     |
| Unión Española · Chile              | 1.ª           | 2015-16       | 14    | 2     | —        | —        | —                | —                | —                       | —                       | 14    | 2     |
| Unión Española · Chile              | 1.ª           | 2016-17       | 26    | 7     | —        | —        | 5                | 1                | 4                       | 0                       | 35    | 8     |
| Unión Española · Chile              | 1.ª           | 2017          | 5     | 1     | —        | —        | 2                | 1                | —                       | —                       | 7     | 2     |
| Unión Española · Chile              | Total club    | Total club    | 45    | 10    | 0        | 0        | 7                | 2                | 4                       | 0                       | 56    | 12    |
| Al-Sharjah · Emiratos Árabes Unidos | 1.ª           | 2017          | 6     | 0     | —        | —        | 1                | 0                | —                       | —                       | 7     | 0     |
| Al-Sharjah · Emiratos Árabes Unidos | Total club    | Total club    | 6     | 0     | 0        | 0        | 1                | 0                | 0                       | 0                       | 7     | 0     |
| Colo-Colo · Chile                   | 1.ª           | 2018          | 18    | 0     | —        | —        | 1                | 0                | 4                       | 0                       | 23    | 0     |
| Colo-Colo · Chile                   | Total club    | Total club    | 18    | 0     | 0        | 0        | 3                | 0                | 4                       | 0                       | 25    | 0     |
| Universidad Católica · Chile        | 1.ª           | 2019          | 20    | 5     | —        | —        | 5                | 1                | 8                       | 0                       | 33    | 6     |
| Universidad Católica · Chile        | 1.ª           | 2020          | 13    | 4     | —        | —        | 1                | 0                | 8                       | 1                       | 22    | 5     |
| Grêmio · Brasil                     | 1.ª           | 2020          | 12    | 1     | —        | —        | —                | —                | 4                       | 0                       | 16    | 1     |
| Grêmio · Brasil                     | 1.ª           | 2021          | 2     | 1     | 3        | 0        | 1                | 0                | 4                       | 0                       | 10    | 1     |
| Grêmio · Brasil                     | Total club    | Total club    | 14    | 2     | 3        | 0        | 1                | 0                | 8                       | 0                       | 26    | 2     |
| Altay Turquía                       | 1.ª           | 2021-22       | 27    | 3     | —        | —        | 2                | 0                | —                       | —                       | 29    | 3     |
| Altay Turquía                       | Total club    | Total club    | 27    | 3     | 0        | 0        | 2                | 0                | 0                       | 0                       | 29    | 3     |
| Universidad Católica · Chile        | 1.ª           | 2022          | 11    | 3     | —        | —        | 3                | 0                | 0                       | 0                       | 14    | 3     |
| Universidad Católica · Chile        | 1.ª           | 2023          | 21    | 2     | —        | —        | 3                | 0                | 1                       | 0                       | 25    | 2     |
| Universidad Católica · Chile        | 1.ª           | 2024          | 24    | 0     | —        | —        | 3                | 0                | 1                       | 0                       | 28    | 0     |
| Universidad Católica · Chile        | Total club    | Total club    | 86    | 14    | 0        | 0        | 15               | 1                | 18                      | 1                       | 222   | 16    |
| Total carrera                       | Total carrera | Total carrera | 343   | 45    | 3        | 0        | 47               | 6                | 34                      | 1                       | 427   | 53    |
| 1. 2. 3. 4.                         |               |               |       |       |          |          |                  |                  |                         |                         |       |       |

### Selecciones
| Selección      | Temporada     | Amistosos | Amistosos | Sudamérica | Sudamérica | Mundial | Mundial | Total | Total |
| Selección      | Temporada     | Part.     | Goles     | Part.      | Goles      | Part.   | Goles   | Part. | Goles |
| -------------- | ------------- | --------- | --------- | ---------- | ---------- | ------- | ------- | ----- | ----- |
| Sub-20 · Chile | 2011          | —         | —         | 7          | 0          | —       | —       | 7     | 0     |
| Sub-20 · Chile | Total         | 0         | 0         | 7          | 0          | 0       | 0       | 7     | 0     |
| Adulta · Chile | 2017          | 4         | 1         | —          | —          | —       | —       | 4     | 1     |
| Adulta · Chile | 2018          | 1         | 0         | —          | —          | —       | —       | 1     | 0     |
| Adulta · Chile | 2019          | 4         | 0         | —          | —          | —       | —       | 4     | 0     |
| Adulta · Chile | 2020          | —         | —         | 4          | 0          | —       | —       | 0     | 0     |
| Adulta · Chile | 2021          | 1         | 0         | 4          | 0          | —       | —       | 0     | 0     |
| Adulta · Chile | Total         | 10        | 0         | 8          | 0          | 0       | 0       | 18    | 1     |
| Total carrera  | Total carrera | 10        | 0         | 15         | 0          | 0       | 0       | 25    | 1     |
| 1.             |               |           |           |            |            |         |         |       |       |

### Resumen estadístico
| Competición                     | Partidos | Goles |
| ------------------------------- | -------- | ----- |
| Primera División de Chile       | 211      | 32    |
| UAE Pro League                  | 6        | 0     |
| Campeonato Brasileño de Serie A | 14       | 2     |
| Superliga de Turquía            | 27       | 3     |
| Primera B de Chile              | 27       | 2     |
| Football League de Grecia       | 5        | 0     |
| Lega Pro Prima Divisione        | 19       | 0     |
| Torneo Primavera                | 32       | 6     |
| Copa Chile                      | 37       | 5     |
| Supercopa de Chile              | 2        | 1     |
| Copa de Grecia                  | 4        | 0     |
| Copa de los Emiratos            | 1        | 0     |
| Campeonato Gaucho               | 3        | 0     |
| Copa de Brasil                  | 1        | 0     |
| Copa de Turquía                 | 2        | 0     |
| Copa Libertadores               | 26       | 1     |
| Copa Sudamericana               | 7        | 0     |
| Selección sub-20                | 7        | 0     |
| Selección adulta                | 18       | 1     |
| Total                           | 450      | 53    |

## Palmarés

### Títulos regionales
| Título            | Club            | País   | Año  |
| ----------------- | --------------- | ------ | ---- |
| Campeonato Gaúcho | Grêmio F. P. A. | Brasil | 2021 |

### Títulos nacionales
| Título             | Club                 | País  | Año     |
| ------------------ | -------------------- | ----- | ------- |
| Copa Chile         | Deportes Iquique     | Chile | 2013-14 |
| Supercopa de Chile | Universidad Católica | Chile | 2019    |
| Primera División   | Universidad Católica | Chile | 2019    |
| Primera División   | Universidad Católica | Chile | 2020    |